# سوزاننده‌ها
سوزاننده‌ها (به انگلیسی: Scorchers) فیلمی محصول سال ۱۹۹۱ و به کارگردانی دیوید بیرد است. در این فیلم بازیگرانی همچون فی داناوی، دنهلم الیوت، جیمز ارل جونز، امیلی لوید، جنیفر تیلی، لوک پری، آنتونی گاری و پاتریک واربرتون ایفای نقش کرده‌اند.